# 33502 Janetwaldeck
33502 Janetwaldeck è un asteroide della fascia principale. Scoperto nel 1999, presenta un'orbita caratterizzata da un semiasse maggiore pari a 2,4267126 UA e da un'eccentricità di 0,1532564, inclinata di 3,24493° rispetto all'eclittica.